# Baruth/Mark
Baruth/Mark è una città di 4 314 abitanti del Brandeburgo, in Germania.
Appartiene al circondario del Teltow-Fläming.

## Storia
Il 31 dicembre 2001 vennero aggregati alla città di Baruth/Mark i comuni di Dornswalde, Klasdorf, Paplitz, Petkus e Schöbendorf.

## Società

### Evoluzione demografica
- Sviluppo della popolazione dal 1875 entro gli attuali confini (linea blu: popolazione; linea puntata: confronto dello sviluppo della popolazione dello stato del Brandenburgo; sfondo grigio: ai tempi del governo nazista; sfondo rosso: al tempo del governo comunista).
- Sviluppo recente della popolazione (linea blu) e previsioni.

| Anno | Abitanti |
| ---- | -------- |
| 1875 | 6 513    |
| 1890 | 6 508    |
| 1910 | 6 458    |
| 1925 | 6 312    |
| 1939 | 6 149    |
| 1950 | 7 687    |
| 1964 | 5 974    |

| Anno | Abitanti |
| ---- | -------- |
| 1971 | 5 620    |
| 1981 | 5 229    |
| 1985 | 5 155    |
| 1990 | 4 926    |
| 1995 | 4 699    |
| 2000 | 4 651    |
| 2005 | 4 437    |

| Anno | Abitanti |
| ---- | -------- |
| 2010 | 4 174    |
| 2015 | 4 146    |
| 2016 | 4 121    |
| 2017 | 4 137    |
| 2018 | 4 200    |
| 2019 | 4 217    |
| 2020 | 4 225    |

Fonti dei dati sono nel dettaglio nelle Wikimedia Commons..

## Geografia antropica

### Suddivisioni amministrative
Baruth è divisa in 12 zone, corrispondenti all'area urbana e a 11 frazioni (Ortsteil):
- Baruth/Mark (area urbana), con la località:
  - Klein Ziescht
- Dornswalde
- Groß Ziescht, con la località:
  - Kemlitz
- Horstwalde
- Klasdorf
- Ließen
- Merzdorf
- Mückendorf
- Paplitz
- Petkus, con la località:
  - Kaltenhausen
- Radeland
- Schöbendorf